# フィリップ・ヘルシュコヴィチ
フィリップ・ヘルシュコヴィチ（ルーマニア語: Filip Herşcovici, 1906年9月7日 – 1989年1月5日）はルーマニア出身のユダヤ人作曲家・音楽理論家。ウィーンでアルバン・ベルクやアントン・ウェーベルンに師事した後、1940年から1987年まで約半世紀にわたってソビエト連邦に過ごし、新ウィーン楽派の作曲技法をロシアにもたらした。

## 略歴
1906年、ヤシのユダヤ人の家庭に生まれる。1927年にヤシ音楽院を卒業すると、ウィーン音楽院に留学してヨーゼフ・マルクスに師事した。その後1928年から1931年までアルバン・ベルクに、1934年から1939年までアントン・ウェーベルンの個人指導を受けたが、オーストリアがナチス・ドイツに併合されたのを機にオーストリアを離れ、1940年にソビエト連邦に入った。当初はチェルノフツィに住んだが、1941年6月22日にバルバロッサ作戦により第三帝国軍がソ連への侵攻を開始したため、ウズベクに疎開し、1944年までタシケントに暮らした。
1946年にモスクワに定住すると個人指導を開始し、ロシア楽壇に数世代にわたって多大な影響力を及ぼした。こうした中には、いわゆる「地下分派」の主要人物たちもまじっており、アンドレイ・ヴォルコンスキーやエディソン・デニソフ、アルフレート・シュニトケ、ソフィヤ・グバイドゥーリナ、ニコライ・カレートニコフ、ボリス・ティシチェンコ、ヴァレンティン・シルヴェストロフ、レオニード・グラボフスキー、ヴャチェスラフ・アルチョーモフ、ヴラディーミル・ダシュケヴィチ、アレクサンドル・ヴスティン、ヴラディスラフ・シューチ、ヴィクトル・ススリン、ディミトリー・スミルノフ、エレーナ・フィールソヴァ、レオニード・ゴフマンといった作曲家だけでなく、ミハイル・ドルスキンやナタン・フィッシュマン、ユーリ・ホロポフらの音楽学者も含まれていた。
ヘルシュコヴィチは、ウェーベルンの最も重要な高弟の一人であり、恩師の着想の理解と敷衍に生涯をささげた。ウェーベルンの音楽思想を究明して、理論的に基礎づけることに関心を示し、過去の巨匠（特にベートーヴェン）の作品の分析に重点を置いた。このような姿勢の核心は、ふたつの根本的なカテゴリー（「固定」と「流動」）の対比という観点によって楽曲素材を探究したことに表れている。
1987年にアルバン・ベルク財団の招きでウィーンに戻ると、2年後に同地に客死した。4巻からなる著作『音楽論』は、1991年[から1997年にかけてヘルシュコヴィチ未亡人によって編集・出版された。同書はヘルシュコヴィチの指導の精髄が含まれている。

## 主要作品一覧

### 管弦楽曲
- ベートーヴェンの《弦楽四重奏曲ヘ長調》（Hess 34、原曲は《ピアノ・ソナタ第9番》作品14-1）の弦楽オーケストラ用の編曲（1980年代）

### 室内楽曲
- 《14楽器のためのフーガ（Fugue）》（より大規模な楽曲の一部として構想、1930年。楽器編成＝フルート、オーボエ、クラリネット、バスクラリネット、ファゴット、アルトサクソフォーン、ホルン、トランペット、ハープ、ピアノ、打楽器、ヴァイオリン、ヴィオラ、チェロ、コントラバス）
- チェロとピアノのための《4つの小品（Vier Stücke）》（1968年）
- チェロとピアノのための《3つの小品（Drei Stücke）》（1970年代）
- 2つのクラリネット、ヴァイオリン、ヴィオラ、チェロ、ピアノのための《小室内組曲（Malaya kamernaya syuita）》（1970年代）
- メゾソプラノ、2つのクラリネット、ヴァイオリン、2つのヴィオラ、チェロのための《小室内組曲》（1979年代）

### ピアノ曲
- ワルツ（より大規模な楽曲の一部として構想、1929年）
- 春の花々（Vesennie tsvety）（1947年）
- 2台ピアノのための《奇想曲（Capriccio）》（1950年作曲、初出＝‘Sovetsky Kompozitor’, Moscow, 1957）
- 3つのピアノ曲（Drei Klavierstücke） （1960年代）
- 4つのピアノ曲（Fünf Klavierstücke） （1960年代）
- ピアノ小品集（Klavierstücke） （1969年）

### 声楽曲
- ペーター・アルテンベルクによる独白劇《チューリップ（Die Tulpen）》（1930年）
- 《（Wie des Mondes Abbild zittert）》（1932年、詩＝ハインリヒ・ハイネ）
- メゾソプラノとピアノのための《4つのリート（Vier Lieder）》（1962年、パウル・ツェラン）
- 声楽とピアノのための《3つのリート（3 lieduri）》  1965–6年、詩＝イヨン・バルブ
- 声楽とピアノのための《（Brandmal）》（1960年代、詩＝パウル・ツェラン）
- メゾソプラノ、フルート、2つのクラリネット、4手ピアノ、打楽器、6つのヴィオラとコントラバスのための《（Brandmal）》（1971年、詩＝パウル・ツェラン）
- メゾソプラノと室内アンサンブルのための《 （Espenbaum）》（1970年代初頭、詩＝パウル・ツェラン、編成＝フルート、クラリネット2、バスクラリネット、ファゴット2、ホルン4、ピアノ、ヴァイオリン4、ヴァイオリン2、チェロ2）
- メゾソプラノと室内アンサンブルのための《笑顔（Leuchten）》（1970年代初頭、詩＝パウル・ツェラン、編成＝フルート2、クラリネット2、バスクラリネット、ファゴット2、ホルン4、ピアノ、ヴァイオリン4、ヴィオラ2、チェロ2）
- メゾソプラノのための《4つのリート（Vier Lieder）》（1970年代初頭、詩＝パウル・ツェラン、編成＝フルート2、クラリネット2、バスクラリネット、ファゴット2、ホルン4、小太鼓、ピアノ、ヴァイオリン4、ヴィオラ2、チェロ2）
- 《マドリガル（Madrigaly）》（1983年、詩＝ライナー・マリア・リルケ、フェデリコ・ガルシア・ロルカ、ギヨーム・アポリネール）
- 室内アンサンブル伴奏つきの《3つの歌曲（Drei Gesänge mit Begleitung eines Kammerensembles）》（1987-8年）